# Manuel Muñoz de Morales y Sanchez-Valdepeñas
Manuel Muñoz de Morales y Sánchez-Valdepeñas (Daimiel, Ciudad Real, 3 de enero de 1846-Ibidem, marzo de 1938) fue un sacerdote y teólogo español. Ocupó la cátedra de Teología pastoral del Seminario de Toledo en 1893 y publicó varias obras de apología de la fe católica en dicha ciudad.

## Biografía
Se ordenó sacerdote el 16 de abril de 1870
Ocupó los siguientes cargos eclesiásticos: coadjutor de Daimiel, 1872; ecónomo de Elche de la Sierra, 1875; ídem de El Bonillo, 1877; párroco de Yebra, 1866; ecónomo de Villacañas, 1892; párroco de San Juan Bautista de Toledo; profesor del Seminario de Toledo, 1893; ecónomo de la parroquia de San Juan Bautista de Toledo, 1893; ecónomo de la parroquia de Santiago de Toledo, 1901; ídem de la parroquia de San Martín, 1903; párroco de la parroquia de San Martín de Toledo, 1907. Alcanzó también la dignidad de Maestrescuela de la Santa Iglesia Primada. Murió  en Daimiel en marzo de 1938 por causas naturales.

## Obras
- "Comprobaciones científicas de las primeras verdades de la Biblia", Toledo, 1896
- "Incapacidad absoluta de la Antropología científica para resolver los problemas de la naturaleza, del origen y del fin último del hombre", Toledo, 1899
- "La sujeción del espíritu a toda autoridad, especialmente a la divina fue la base primordial de la belleza literaria de nuestros clásicos" , Toledo, 1915
- "Santo Tomás de Aquino y la filosofía" , Toledo, 1924
- "El más Santo de los sabios y el más sabio de los Santos", Toledo, sin fecha
- "Efusiones piadosas y otras poesías varias", Toledo, 1932

En estas obras Muñoz de Morales realiza una apología de la fe católica y de sus dogmas siguiendo la línea de la filosofía y la teología de Santo Tomás de Aquino y polemizando con el positivismo, el materialismo, el krausismo, el evolucionismo y el modernismo religioso.